# Jeanne d’Arc (Schiffsname)
Mehr als ein Dutzend Schiffe der französischen Marine trugen in über 200 Jahren Geschichte den Namen der französischen Nationalheldin Jeanne d’Arc, darunter:
- Jeanne d’Arc (Schiff, 1820), 52-Kanonen Fregatte (1821–1833)
- Jeanne d’Arc (Schiff, 1837), 42-Kanonen Fregatte (1837–1865)
- Jeanne d’Arc (Schiff, 1868), Panzerkorvette des Typs Alma (1868–1885)
- Jeanne d’Arc (Schiff, 1902), Panzerkreuzer (1902–1933)
- Jeanne d’Arc (Schiff, 1930), Leichter Kreuzer (1931–1964)
- Jeanne d’Arc (Schiff, 1964), Flugdeckkreuzer bzw. Hubschrauberträger (1965–2011)